# Katolička Crkva na Kosovu
Katolička Crkva na Kosovu dio je svjetske Katoličke Crkve pod duhovnim vodstvom pape i Rimske kurije. 
Broji oko 65 000 vjernika, s još oko 60 000 kosovskih katolika koji žive izvan države, uglavnom na privremenom radu.
Ustrojena je u Prizrensko-prištinsku biskupiju i Hrvatsku dijeceza sv. Nikole od Ruskog Krstura, pod upravom Križevačke biskupije, za grkokatolike.